# Acuston
Acuston, biljni rod iz porodice krstašica, smješten u tribus Alysseae. Izvorno je jedina vrsta bila A. perenne s Egejskih otoka s jednom podvrstom u Libanonu i Siriji, koja se danas vodi kao posebna vrsta.

## Vrste
1. Acuston perenne (Mill.) Mabb. & Al-Shehbaz
2. Acuston petalodes (DC.) Al-Shehbaz